# Lavello
Lavello és un municipi de la província de Potenza, a Basilicata, Itàlia.

## Història
Ferentum (segons Horaci i Diodor de Sicília) o Forentum (segons Titus Livi i Plini el Vell) va ser una ciutat dels daunis a Apúlia. Titus Livi diu que era una ciutat fortificada i va ser un dels pocs llocs d'aquell territori que va fer resistència a l'ocupació romana. El nom llatí seria del segle iv aC quan el 317 aC el cònsol Gai Juni Bubulc Brut (Gaius Iunius Bubulcus Brutus) la va ocupar. Al segle i aC era un municipi romà, categoria que conservava encara al segle iii.
A l'edat mitjana el nucli principal es va anomenar Labellum i més tard Lavello que era el nom dels abeuradors que feien servir els pastors en la transhumància dels monts Volture al riu Ofanto i es va traslladar al turó del Pescarello (documentat l'establiment des del 1044). La ciutat vella es deia Forenza i tenia una colònia jueva documentada des del segle viii. El 1060 hi havia la seu d'un bisbe i es va construir la catedral. Al segle xiii la veïna Gaudiano (al turó Posta Scroscia) li va fer ombra, però Frederic II la va destruir l'any 1228 i la va donar en feu al bisbe de Melfi. El castell és documentat el 1241. El 1268 Roger de Sanseverino la va destruir al menys en part, per castigar la revolta contra els Anjou del governador de la Basilicata, lleial a Conradí de Suàbia. A finals del segle Carles II d'Anjou en va ordenar la destrucció per foc però es va refer. L'any 1436 va ser assetjada durant les lluites entre Renat d'Anjou i Alfons el Magnànim, destacant la ciutat per la lleialtat al rei Alfons i la seva nissaga. Va ser l'última sotragada.
Més tard la pastura va ser la principal activitat fins al segle xviii. Al segle xvi es van establir a la regió molts albanesos, sobretot a Maschito, Barile i Ginestra. Als segles xvi i xvii es van construir diversos edificis religiosos. El feu va correspondre successivament a Riccardo di Bisaccia, Simone di Belvedere, Roberto di Suriaco, Nicola Montorio, els Orsini del Balzo, Angelo Tartaglia, els Del Tufo, els Pignatelli, i els Caracciolo di Torella).
Al febrer de 1799 artesans i ciutadans van proclamar la municipalitat republicana dins la República Partenopea. El 1821 Lavello va participar en un motí liberal. L'abril del 1861 la van ocupar durant dos dies els homes de Carmine Crocco. La regió va ser considerada lleial a la dinastia borbònica. Molts ciutadans van emigrar a Amèrica al segle xix.